# العلاقات السنغالية الإيرانية
العلاقات السنغالية الإيرانية هي العلاقات الثنائية التي تجمع بين السنغال وإيران.

## مقارنة بين البلدين
هذه مقارنة عامة ومرجعية للدولتين:
| وجه المقارنة                                              | السنغال                                              | إيران                    |
| --------------------------------------------------------- | ---------------------------------------------------- | ------------------------ |
| المساحة (كم2)                                             | 196.72 ألف                                           | 1.65 مليون               |
| عدد السكان (نسمة)                                         | 15.85 مليون                                          | 79.97 مليون              |
| الكثافة السكانية (ن./كم²)                                 | 80.57                                                | 48.47                    |
| العاصمة                                                   | داكار                                                | طهران                    |
| اللغة الرسمية                                             | لغة فرنسية، اللغة الولوفية، باديارا ‏، اللغة البلنتية | لغة فارسية               |
| العملة                                                    | فرنك غرب أفريقي                                      | ريال إيراني              |
| الناتج المحلي الإجمالي (بليون دولار)                      | 16.37 مليار                                          | 439.51 مليار             |
| الناتج المحلي الإجمالي (تعادل القوة الشرائية) بليون دولار | 36.62 مليار                                          | 1.36 تريليون             |
| الناتج المحلي الإجمالي الاسمي للفرد دولار أمريكي          | 899                                                  |                          |
| الناتج المحلي الإجمالي للفرد دولار أمريكي                 | 2.33 ألف                                             |                          |
| مؤشر التنمية البشرية                                      | 0.466                                                | 0.766                    |
| رمز المكالمات الدولي                                      | +221                                                 | +98                      |
| رمز الإنترنت                                              | .sn                                                  | .ir،                     |
| المنطقة الزمنية                                           | 00                                                   | ت ع م+03:30، توقيت إيران |

## مدن متوأمة
في ما يلي قائمة باتفاقيات التوأمة بين مدن سنغالية وإيرانية:
- ترتبط داكار مع أصفهان باتفاقية توأمة منذ 23 أبريل 1974.

## منظمات دولية مشتركة
يشترك البلدان في عضوية مجموعة من المنظمات الدولية، منها:
| علم المنظمة | اسم المنظمة                                                | تاريخ انضمام السنغال | تاريخ انضمام إيران |
| ----------- | ---------------------------------------------------------- | -------------------- | ------------------ |
|             | مؤسسة التنمية الدولية                                      | 31 أغسطس 1962        | 10 أكتوبر 1960     |
|             | يونسكو                                                     | 10 نوفمبر 1960       | 6 سبتمبر 1948      |
|             | وكالة ضمان الاستثمار متعدد الأطراف                         | 12 أبريل 1988        | 15 ديسمبر 2003     |
|             | الأمم المتحدة                                              | 28 سبتمبر 1960       | 24 أكتوبر 1945     |
|             | العملية المشتركة للاتحاد الأفريقي والأمم المتحدة في دارفور | ?                    | ?                  |
|             | الفريق المعني برصد الأرض                                   | ?                    | ?                  |
|             | الاتحاد البريدي العالمي                                    | ?                    | ?                  |
|             | البنك الدولي للإنشاء والتعمير                              | 31 أغسطس 1962        | 29 ديسمبر 1945     |
|             | منظمة التعاون الإسلامي                                     | ?                    | ?                  |
|             | منظمة حظر الأسلحة الكيميائية                               | ?                    | ?                  |
|             | مؤسسة التمويل الدولية                                      | 31 أغسطس 1962        | 28 ديسمبر 1956     |
|             | منظمة الشرطة الجنائية الدولية                              | ?                    | ?                  |

## وصلات خارجية
- موقع وزارة الخارجية السنغالية
- موقع وزارة الخارجية الإيرانية